# Ambasciatori del Brunswick in Austria
L'ambasciatore del Brunswick in Austria era il primo rappresentante diplomatico del ducato di Brunswick (già ducato di Brunswick-Wolfenbuttel) in Austria (già Impero austriaco).
Le relazioni diplomatiche iniziarono ufficialmente nel 1826 e terminarono nel 1887 per la chiusura dell'ambasciata a Vienna a causa degli alti costi di mantenimento.

## Ducato di Brunswick
- 1826–1828: ? von Rheinfelden
- 1828–1851: Simon von Erstenberg zum Freienthurm (1774–1850)
- 1851–1852: vacante
- 1852–1862: Joseph Christian von Zedlitz (1790–1862)
- 1862–1887: Carl Maria von Thienen-Adlerflycht (1835–1900)

1887: Chiusura dell'ambasciata